# Auger de Balben
Auger de Balben   (Risós, segle XII - Jerusalem, 1162 (Gregorià)), a vegades anomenat Oger de Balben o Otteger de Balben, fou el tercer Mestre de l'Hospital amb un mandat de 1160 fins a la seva mort, el 1162.
La modèstia i la humilitat dels primers temps de l'orde van fer que no hi hagués candidats a succeir Raymond du Puy, així fou com Auger de Balben fou escollit per aclamació amb els vots de tot el capítol. Era un noble del Delfinat, antic company d'armes de l'anterior mestre. Fou un bon conseller del rei de Jerusalem. El seu successor va ser Gilbert d' Assailly.